# Зупцов
Зупцов (рус. Зубцов) град је на северозападу европског дела Руске Федерације. Налази се у јужном делу Тверске области и административни је центар Зупцовског рејона.
Према проценама националне статистичке службе, у граду је 2014. живело 6.590 становника, или око 40% од укупне популације Зупцовског рејона.

## Географија
Град Зупцов смештен је у јужном делу Тверске области, на десној обали реке Волге, односно на месту где се у реку Волгу улива река Вазуза. На око 3 километра јужније од градског средишта на реци Вазузи изграђена је брана којом је формирано вештачко Вазуско језеро (део Вазуског хидросистема).
Град се налази на око 150 километара југозападно од главног града области Твера, односно на око 210 км западно од главног града земље Москве. Најближи вечи град је Ржев који се налази свега 25 км северозападније.
Кроз насеље пролази међународни аутопут Е22 који повезује Москву са Ригом (Летонија).

## Историја
Први писани подаци о насељу Зупцов датирају из летописа из 1216. године и односе се на предају града новгородском књазу Мстиславу Мстиславичу од стране владимирског књаза Јарослава Всеволодовича. Један је од најстаријих градова на подручју Русије. Под власт владимирске кнежевине град се враћа већ 1238. године.
Почетком XIV века Зупцов је важио за један од најважнијих градова на југозападу Тверске кнежевине. У то време град је био познат по својим утврђењима која су се налазила дуж обе обале Волге, а по трговачкој моћи изједначавао се са Кашином и Твером. Град је 1375. привремено пао под власт московског кнеза Дмитрија Ивановича, али је убрзо по потписивању примирја између Московске и Тверске кнежевине враћен под управу тверских кнезова. Под коначну московску власт долази 1485. за владавине Ивана III Васиљевича.
У периоду Смутних времена град је у више наврата рушен од стране Пољака.
Године 1776. постаје окружним центром у оквирима тадашње Тверске провинције. Четири године касније 1780. Зупцов добија свој званични грб.
Све до Октобарске револуције Зупцов је важио за богат трговачки град саграђен на обалама две реке, а реком су кроз град пролазиле трговачке барже ка Тверу и Москви. У граду су деловале бројне трговачке радње, а одржавали су се и броји сајмови. Због свега тога већ 1890. град је имао 4.337 становника.
Након успостављања совјетске власти у граду, током јануара 1918. године трговина замире, а према плану нових власти цео крај се преорјентише на пољопривредну производњу, превасходно на узгој лана. Током Другог светског рата уништен је готово цео стари део града. Град је био окупиран од стране немачких нациста у периоду од 11. октобра 1941. до 23. августа 1942, а у борбама које су се у том периоду водиле око града страдало је више од 15 хиљада совјетских војника. Њима у част у граду је подигнут велики меморијални комплекс.
|                                  |                         |                        |
| Меморијални комплекс жртвама 2СР | Успењски сабор из 1801. | Волга код Зупцова зими |

## Демографија
Према подацима са пописа становништва 2010. у граду је живело 6.927 становника, док је према проценама за 2014. град имао 6.590 становника.
| 1897. | 1939. | 1959. | 1970. | 1979. | 1989. | 2002. | 2010. | 2014. |
| ----- | ----- | ----- | ----- | ----- | ----- | ----- | ----- | ----- |
| 2,992 | 4,718 | 4,500 | 4,678 | 6,398 | 7,630 | 7,430 | 6,927 | 6,590 |